# Яйцева змія
Яйцева змія (Dasypeltis) — рід неотруйних змій з родини полозових (Colubridae). Має 12 видів.

## Опис
Загальна довжина представників цього роду коливається від 80 см до 1 м. Голова невелика, слабко відокремлена від тулуба, спереду закруглена, з опуклим рострумом. Очі маленькі з вертикальною зіницею. Луска тулуба з добре вираженими реберцями. Потурбована змія, звиваючись тіло, тертям луски одна об одну видає своєрідний шерхітливий звук. Забарвлення дуже різноманітне, навіть у межах однієї популяції, що створює істотні труднощі у визначенні видів.
Засіб харчування цих змій накладає глибокий відбиток на будову й поведінку цих тварин. У зв'язку з тим, що зникає необхідність у хапанні та утриманні здобичі, зуби сильно редуковані. Зате кістки черепа надзвичайно рухливе, що дозволяє дуже широко розкривати пащу й ковтати велику здобич. Нижні відростки шийних хребців подовжені й прободают зверху стінку стравоходу, виходячи в його просвіт. Ці загострені кістки як консервний ніж розкривають шкаралупу яйця, що проходить по стравоходу. Рідкий вміст його стікає у шлунок, спресована шкаралупа відхаркується.

## Спосіб життя
Полюбляють сухі савани з рідколіссям. Добре пересуваються по землі й добре лазять по деревах. Активні вночі та у сутінках. Ховаються у термітниках. Харчуються вони виключно яйцями птахів.
Це яйцекладні змії. Самки відкладають до 25 яєць.

## Розповсюдження
Мешкають в Екваторіальній та Південній Африці.

## Види
Рід включає 18 видів:
- Dasypeltis abyssina (A.M.C. Duméril, Bibron & A.H.A. Duméril, 1854)
- Dasypeltis arabica Bates & Broadley, 2018
- Dasypeltis atra Sternfeld, 1912
- Dasypeltis bazi Saleh & Sarhan, 2016
- Dasypeltis confusa J. Trape & Mané, 2006
- Dasypeltis congolensis Trape, Mediannikov, Chirio, & Chirio, 2021
- Dasypeltis crucifera Bates & Broadley, 2018
- Dasypeltis fasciata A. Smith, 1849
- Dasypeltis gansi J. Trape & Mané, 2006
- Dasypeltis inornata A. Smith, 1849
- Dasypeltis latericia J. Trape & Mané, 2006
- Dasypeltis loveridgei Mertens, 1954
- Dasypeltis medici (Bianconi, 1859)
- Dasypeltis palmarum (Leach, 1818)
- Dasypeltis parascabra S. Trape, Mediannikov & J. Trape, 2012
- Dasypeltis sahelensis J. Trape & Mané, 2006
- Dasypeltis scabra (Linnaeus, 1758)
- Dasypeltis taylori Bates & Broadley, 2018